# Xylocampa
Genre
Xylocampa est un genre de lépidoptères (papillons) de la famille des Noctuidae, de la sous-famille des Cuculliinae ou des Oncocnemidinae selon les classifications.

## Espèces
Selon BioLib (19 juin 2021) :
- Xylocampa areola (Esper, 1789)
- Xylocampa hethitica Kobes & Pinker, 1976
- Xylocampa mustapha (Oberthür, 1920)